# Klaus Wowereit
Klaus Wowereit (ur. 1 października 1953 w Berlinie) – niemiecki polityk, prawnik  i samorządowiec, działacz Socjaldemokratycznej Partii Niemiec (SPD), burmistrz Berlina w latach 2001–2014.

## Życiorys
Urodził się w Berlinie Zachodnim. Kształcił się w szkole Ulrich-von-Hutten-Oberschule, w 1969 dołączył do socjaldemokratycznej młodzieżówki Jusos. W 1973 zdał egzamin maturalny, następnie studiował prawo na Wolnym Uniwersytecie Berlina. W 1979 i 1981 zdał państwowe egzaminy prawnicze I oraz II stopnia. Od 1981 do 1984 pracował w administracji berlińskiego Senatu w departamencie spraw wewnętrznych.
Od osiemnastego roku życia członek Socjaldemokratycznej Partii Niemiec. Był radnym okręgu Tempelhof, od 1984 do 1995 pełnił funkcję radnego okręgowego (członka egzekutywy okręgu). W 1995 zasiadł w Izbie Deputowanych, od 1999 zajmował stanowisko przewodniczącego frakcji poselskiej socjaldemokratów
16 czerwca 2001, po rozpadzie wielkiej koalicji w Berlinie, został wybrany na nowego burmistrza Berlina. Po wyborach lokalnych w tym samym roku uzyskał reelekcję, zawiązując koalicję z postkomunistyczną PDS. Od listopada 2001 do października 2002 pełnił funkcję przewodniczącego Bundesratu. Urząd burmistrza Berlina utrzymywał również po wyborach w 2006 i w 2011, po ostatnich z nich w ramach porozumienia z CDU. W sierpniu 2014 ogłosił swoją rezygnację, kończąc urzędowanie 11 grudnia tegoż roku.
W 2002 został odznaczony Krzyżem Komandorskim z Gwiazdą Orderu Zasługi Rzeczypospolitej Polskiej.

## Życie prywatne
W 2001 przed wyborami na burmistrza Berlina na partyjnej konwencji wypowiedział zdanie Ich bin schwul – und das ist auch gut so [...] (pol. Jestem gejem – i tak też jest dobrze [...]), co stanowiło jego publiczny coming out. Jego wieloletni partner, lekarz Jörn Kubicki, zmarł w 2020 na skutek choroby COVID-19.

## Publikacje
- ...und das ist auch gut so. Mein Leben für die Politik (współautor), Blesing, Monachium 2007, ISBN 978-3-89667-334-3.
- Mut zur Integration: Für ein neues Miteinander, Vorwärts-Buch, Berlin 2011, ISBN 978-3-86602-945-3.